# Varanus finschi
Espèce
Synonymes
- Varanus doreanus finschi
Böhme, Horn & Ziegler, 1994

Statut de conservation UICN

 LC  : Préoccupation mineure
Statut CITES
Le Varan de Finsch, Varanus finschi, est une espèce de sauriens de la famille des Varanidae.

## Répartition
Cette espèce se rencontre :
- au Queensland en Australie ;
- sur l'île de Nouvelle-Irlande en Papouasie-Nouvelle-Guinée ;
- en Nouvelle-Guinée.

## Publication originale
- Böhme, Horn & Ziegler 1994 : Zur Taxonomie der Pazifikwarane (Varanus-indicus-Komplex): Revalidierung von Varanus doreanus (A. B. Meyer, 1874) mit Beschreibung einer neuen Unterart. Salamandra, vol. 30, n. 2, p. 119-142.